# Sinagoga di Santa Maria la Blanca
La Sinagoga di Santa Maria la Blanca è un ex tempio ubicato nella città spagnola di Toledo. Costruita nel 1180 come sinagoga e, avendo funzionato come tale per 211 anni, venne espropriata e trasformata in chiesa come conseguenza del pogrom del 1391. Nell'attualità l'edificio appartiene alla Chiesa cattolica, ma non è più un luogo di culto. É aperto al pubblico come museo o centro per attività culturali ed educative. Il tempio toledano è un importante esempio di cooperazione tra le tre grandi comunità monoteiste della Spagna medioevale: cristiana, ebraica e musulmana. È anche simbolo della sua coesistenza nella penisola iberica durante il Medioevo.

## Storia

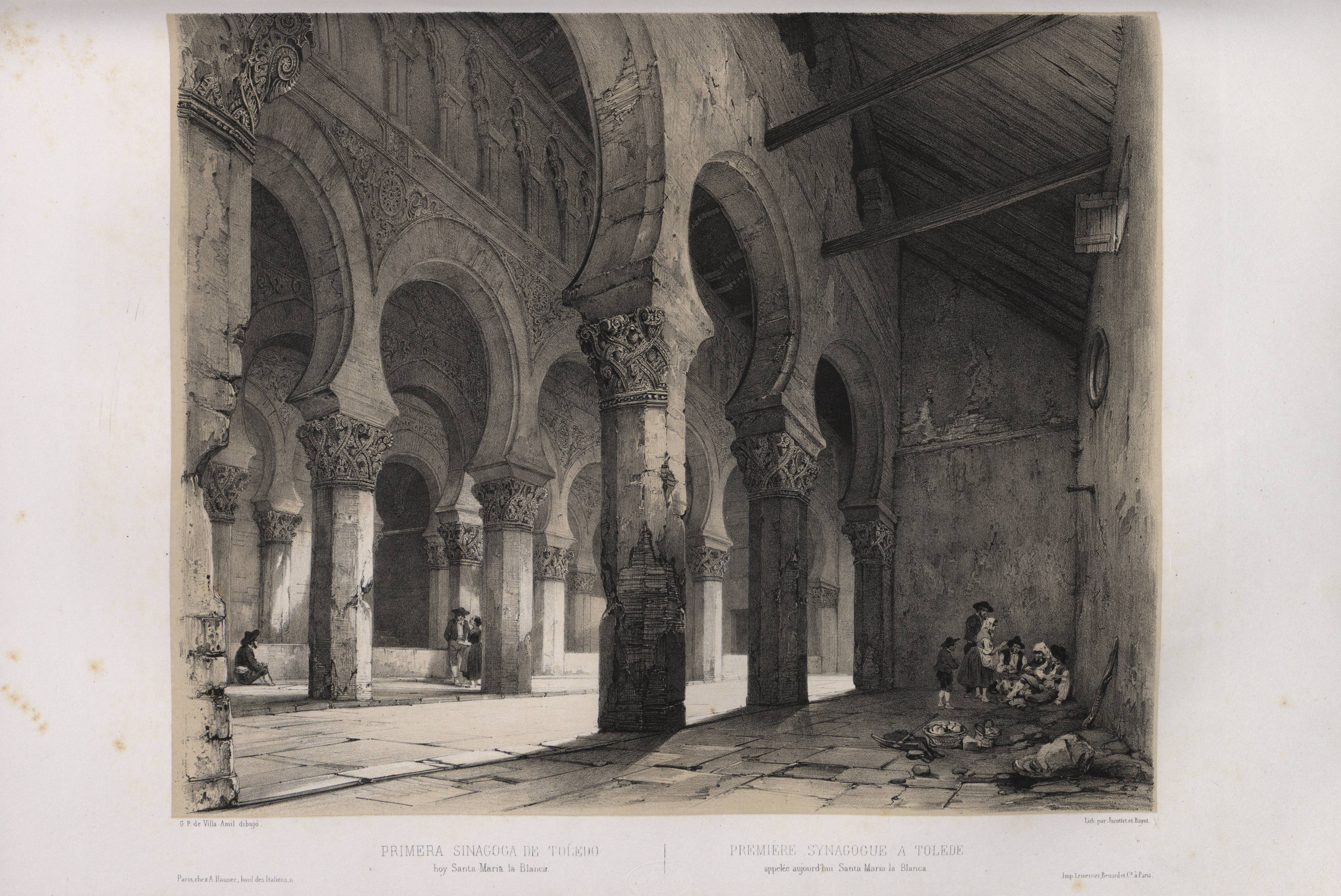
Santa Maria la Blanca nel primo volume di Spagna artistica e monumentale (1842). Litografía a partire dal disegno di Genaro Pérez di Villaamil.

Nel 1260, la comunità ebraica di Toledo ottenne un permesso straordinario dal re Alfonso X per ricostruire "la più grande e bella sinagoga di Spagna", contro la bolla del papa Innocenzo IV. L'edificio fu eretto nel territorio cristiano del Regno di Castiglia da costruttori musulmani ed ebbe come committente e finanziatore la comunità ebraica di Toledo, rappresentata da Yosef ben Shoshan.
Una volta terminato, l'edificio fu chiamato "Sinagoga Maggiore" poiché era il principale centro di culto ebraico di Toledo. Fin dal suo inizio, questo tempio faceva parte delle dieci sinagoghe di Toledo considerate da Yehuda ben Shlomo al-Jarizi nei suoi scritti del XII secolo: 
(Yehuda ben Shlomo al-Jarizi)
Durante gli anni gli ebrei frequentarono la Sinagoga Maggiore per pregare e studiare la Bibbia, ma questa pratica fu interrotta dall'assalto al quartiere ebraico nel 1355 e dall'eccidio del 1391, provocati dai discorsi incendiari di Ferrán Martínez, Arcidiacono di Écija. Nel contesto della campagna di predicazione di san Vincenzo Ferreri l'edificio venne trasformato in chiesa dell'Ordine di Calatrava nel 1411 e, da allora venne denominata "Chiesa di Santa Maria la Blanca". Nel 1550 il cardinale Siliceo la trasformò in un beghinaggio per donne pubbliche pentite. Da quell'epoca data la pala d'altare della scuola di Berruguete, opera di Juan Bautista Vázquez il Vecchio e Nicolás Vergara il Vecchio. Le trasformazioni dell'edificio sono di questa epoca e vennero realizzate dall'architetto Alonso di Covarrubias. Tra 1600 e 1701 l'edificio rimase inutilizzato. Durante il XVIII secolo funse da quartier generale delle truppe della guarnigione di Toledo. Con l'invasione napoleonica degli inizi del XIX secolo, fu convertita in un deposito. Alla metà dello stesso secolo venne dichiarata monumento nazionale e, dopo la guerra civile spagnola, un reale decreto del governo la cedette alla Chiesa cattolica. Nonostante ciò, non è per niente inusuale riferirsi a detto edificio come la "Sinagoga di Santa Maria la Blanca".

## Descrizione
Costruita nel 1180 (secondo quanto testimonia l'iscrizione visibile in una delle sue travi), questo edificio mudéjar possiede cinque navate separate da pilastri sui sono realizzati degli archi. Benché esistono contrasti tra la sobrietà dell'esterno e il suo elaborato interno, l'edificio presenta poca austerità. Conforme alla tradizione orientale, la stessa è importante per l'interno. Questa sinagoga ha avuto considerevole influsso su altre sinagoghe spagnole, e in particolare, per la sinagoga di Segovia.
Si tratta di una costruzione mudéjar, creata dai musulmani. I suoi elementi di architettura includono pareti bianche e lisce, fatte di mattoni, archi a ferro di cavallo e pilastri ottagonali, decorazione geometrica nei fregi e vegetale nei capitelli dei pilastri. Tutte queste caratteristiche e la condivisione degli spazi, con le sue navate formate dalla successione di archi a ferro di cavallo sostenuti dai pilastri, tendono a ricordare la tipologia precipua di una moschea. L'articolazione interna e lo stile moresco di Santa María la Blanca sono serviti da modello per importanti sinagoghe europee e americane del XIX secolo.
I 32 pilastri di questo tempio sono in mattoni ricoperti da cemento e calcare. Ornati con pigne e volute, i suoi capitelli denotano l'influsso dell'arte romanica. Sopra gli archi, a ferro di cavallo, prevale l'ornamentazione astratta nei fregi orizzontali con delicati motivi basati nell'interazione di linee e medaglioni. L'intreccio geometrico formato dalle linee è di origine almohade.